# Lê Lợi, Gia Lộc
Lê Lợi là một xã thuộc huyện Gia Lộc, tỉnh Hải Dương, Việt Nam.
Xã Lê Lợi có diện tích 6,47 km², dân số năm 1999 là 5883 người, mật độ dân số đạt 909 người/km².